# مانوئلا ماچادو
مانوئلا ماچادو (پرتغالی: Manuela Machado؛ زادهٔ ۹ اوت ۱۹۶۳) دونده ماراتن اهل پرتغال است.
وی در مسابقات کشوری و بین‌المللی در مجموع برندهٔ ۳ مدال طلا، ۲ مدال نقره شده‌است.